# Atari Jaguar
Atari Jaguar — гральна консоль, яка була розроблена Atari Corporation. Консоль була п'ятою та останньою консоллю розроблений під маркою Atari, спочатку випущений в Північній Америці в листопаді 1993 спірно, Atari випустила на ринок Jaguar як перший 64-бітовий відео ігрової консолі, конкуруючи з існуючих 16-бітних консолей (Sega Genesis і Super Nintendo Entertainment System) і 32-бітну платформу 3DO Interactive Multiplayer (який був запущений в тому ж році).
Розвиток Atari Jaguar почалося на початку 1990-х років, і був розроблений Flare Technology, яка була поставлена задача Atari створити дві консолі; Atari Panther, який буде конкурувати з Mega Drive і Super NES, і наступний, Jaguar, який мав перевершувати можливості будь-якої іншої консолі на ринку в той час. З розвитком Jaguar працює з випередженням графіка, пантера була скасована, і випуск Jaguar був висунутий вперед. Спочатку він був випущений, щоб перевірити ринки в Нью-Йорку і Сан-Франциско в листопаді 1993 року, а також для широкої публіки в 1994 році, з Cybermorph як пакет у стартовій грі.
Архітектура мультичип зробив для розробки ігор для консолі складної, і захоплення продажів також сприяла відсутності підтримки третьої сторони. Це, в доповненні до відсутності внутрішнього розвитку в Atari, призвело до обмеженості бібліотеки ігор, що містить тільки 67 ліцензованих назв.
Atari намагалася продовжити термін служби Jaguar, випустивши CD-ROM надбудову, відомий як Atari Jaguar CD і маркетингу Jaguar як дешевої консолі наступного покоління, з ціною понад 100 $, ніж будь-який з його конкурентів. З виходом Sega Saturn і Sony, PlayStation в 1995 році обсяг продажів Jaguar продовжував падати, зрештою, продавати не більше 250 000 одиниць, перш ніж вона була припинена в 1996 році Jaguar був визнаний комерційним провалом, і спонукало Atari покинути ринок відео ігрової консолі. Після того, як Hasbro Interactive викупив Atari в кінці 1990-х років, патенти на Jaguar були випущені в суспільне надбання, з консоллю оголошується відкритою платформою. Відтоді, Jaguar привів увагу з підставою для розробників, які виробляють власні ігри для консолі.